# Ipomoea ramosissima
Espèce
Ipomoea ramosissima est une espèce de plantes dicotylédones de la famille des Convolvulaceae, originaire d'Amérique du Nord (Mexique) et d'Amérique du Sud. C'est l'une des 13 espèces sauvages classées dans la série Batatas (Ipomoea subg. Eriospermum sect. Eriospermum). Cette espèce diploïde (2n=2x=30) est un parent sauvage de la patate douce (Ipomoea batatas).

## Taxinomie

### Synonymes
Selon The Plant List (2 octobre 2019) :
- Convolvulus ramosissimus Poir.
- Ipomoea dichotoma var. trilobata Meisn.
- Ipomoea ebracteata (Poir.) Choisy
- Ipomoea perplexa L.O. Williams
- Ipomoea quesadana Standl.
- Ipomoea ramosissima f. rosea (Hallier) O'Donell

### Liste des variétés
Selon Tropicos (2 octobre 2019) :
- Ipomoea ramosissima var. rosea Hallier